# Moriz Violin
Moriz Violin (geboren 30. März 1879 in Wien, Österreich-Ungarn; gestorben 1. April 1956 in San Francisco) war ein österreichisch-US-amerikanischer Pianist, Komponist und Klavierlehrer.

## Leben
Moriz Violins Eltern stammten aus Nikolsburg in Mähren. Sie waren nach Wien gezogen und betrieben ein Kurzwarengeschäft am Rudolfsplatz im 1. Bezirk. Violin erwies sich als musikalisches Wunderkind, einer seiner Mentoren war Johannes Brahms. Er studierte Klavier am Konservatorium der Gesellschaft der Musikfreunde Wien bei Julius Epstein, Abschluss 1894, und Komposition bei Robert Fuchs, Abschluss 1896. Seine Studien bei Epstein setzte er privat fort. 1895 spielte Violin erstmals eine eigene Klavierkomposition öffentlich.
1896 lernte er den Musiktheoretiker Heinrich Schenker kennen, er gehörte fortan zu dessen engstem Schülerkreis und setzte sich Zeit seines Lebens für ihn und seine Lehre ein. Am 26. Januar 1900 spielten Violin und Schenker die Uraufführung dessen Syrische Tänze.
Als Solist spielte Violin klassische Stücke und wirkte auch als Liedbegleiter. Im November 1901 wurde er in Berlin Dirigent und Klavierbegleiter in Ernst von Wolzogens Buntem Theater/Überbrettl. Auch Arnold Schönberg stieß als Kapellmeister hinzu, doch Wolzogen gab bald das Theater auf, und Violin zog 1902 zurück nach Wien.
In Wien bildete er mit Paul Fischer und Julius Klengel ein Trio, das sich neben klassischem Repertoire auch der Uraufführung zeitgenössischer Kompositionen widmete. Violin wurde 1903 kurzzeitig Mitglied in Schönbergs „Vereinigung schaffender Tonkünstler“. 1907 unterschrieb Violin einen Unterstützungsbrief für Gustav Mahlers Verbleib als Chef der Wiener Hofoper.
Violin wurde 1908 Lehrer für Klavier am Wiener Konservatorium. Als die Hochschulleitung sich 1912 weigerte, Schenker als Theorielehrer anzustellen, veröffentlichte Violin die Kampfschrift „Die Zustände an der k. k. Akademie für Musik und darstellende Kunst“ und wurde entlassen, obwohl sich Kollegen für ihn einsetzten. Violin war fortan als Privatlehrer tätig.
1912 heiratete er Valerie Rauch ("Wally", geboren 1885), die Gesang studiert hatte. Im Ersten Weltkrieg spielte Violin bei Wohltätigkeitskonzerten und in der Truppenbetreuung.
1921 zog er nach Hamburg und arbeitete dort als Klavierlehrer. Er konzertierte dort unter anderem im Bandler-Trio. In Berlin spielte er mit Friedrich Buxbaum (Cello), Ludwig Mittels (Violine) und Rudolf Hindemith (Cello). 1931 gründete er mit Felix-Eberhard von Cube das Hamburger Schenker-Institut, an dem beide dann auch unterrichteten.
Nach der Machtübergabe an die Nationalsozialisten 1933 musste er als Jude mit seiner Familie das Deutsche Reich verlassen und arbeitete ab 1935 beim Wiener Schenker-Institut. Schenker starb 1935, und Violin verfasste einen Nachruf. Nach dem Anschluss Österreichs 1938 musste Violin erneut emigrieren. Arnold Schönberg versprach ihm Hilfe beim Affidavit und nahm ihn auf seine lange Liste von Freunden, denen geholfen werden musste. Violin konnte von anderer Seite geholfen werden, seine ältere Schwester Fanny hingegen wurde im Ghetto Theresienstadt ermordet. Er floh mit seiner Frau im Mai 1939 mit dem SS Zaandam aus Rotterdam, die Tochter Eva Violin erreichte New York im Februar 1940 auf dem SS Volendam, sie zogen nach San Francisco.
Trotz verschiedener Empfehlungsschreiben Schönbergs, Otto Klemperers und anderer gelang es Violin nicht, in den USA nochmals beruflich Fuß zu fassen. Er schlug sich eine Weile als Hilfsarbeiter durch, hatte einige Klavierschüler und spielte bei lokalen Musikveranstaltungen. 1944 erhielt er die amerikanische Staatsbürgerschaft. Seine Ehe wurde 1945 geschieden, und seine Frau zog mit der Tochter nach Los Angeles.
Violin wurde in Colma (CA) beerdigt. Seine Werke sind weitgehend verschollen, darunter zwei Streichquartette, der Nachlass wird an der University of California, Riverside verwaltet.

## Schriften
- Über das sogenannte Continuo. Ein Beitrag zur Lösung des Problems. Wien: Universal-Edition, 1911.
- Die Zustände an der k. k. Akademie für Musik und darstellende Kunst. Ein offenes Wort über die Leiter der Anstalt Herren v. Wiener u. Bopp. Wien: Selbstverlag, 1912.